# Ali Eid

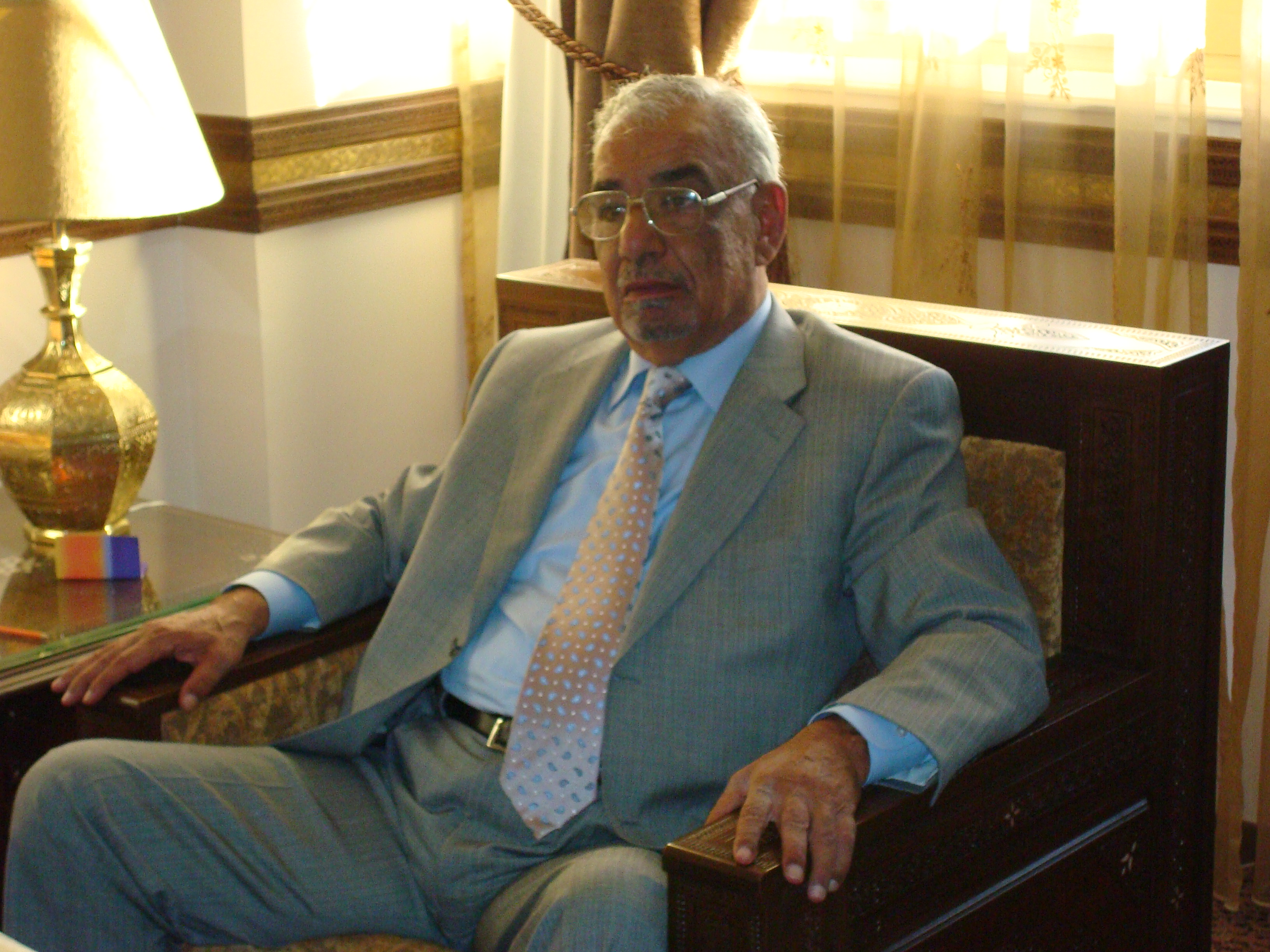
Ali Eid (2008).

Ali Eid, född 14 juli 1940, död 25 december 2015 i Tartus i Syrien, var en libanesisk politiker. Han var alawitledare och grundare av Arabiska demokratiska partiet i Libanon, som är anhängare av Assads regim under det libanesiska inbördeskriget och den syriska inbördeskriget. Partiet leds numera av hans son Rifaat Eid.